# Peperomia dolabriformis
Peperomia dolabriformis Kunth, 1815 è una pianta succulenta della famiglia delle Piperaceae.

## Descrizione
Pianta dal portamento arbustivo, che raggiunge i 60 cm di altezza. Gli steli, inizialmente verdi, si scuriscono e diventano marroni; possono raggiungere un diametro di 2,5 cm. Ha foglie carnose a forma di ascia, verdi, talvolta glaucescenti, sessili. Sessili sono pure di spadici, che crescono fitti su di uno stelo che si protende all'estremità del ramo.
Ha un aspetto simile ad altre succulente del genere Peperomia, come P. axillaris, P. asperula e P. graveolens.
L'epiteto dolabriformis, che identfiica la specie nel genere Peperomia, fa riferimento alla forma delle foglie, che richiama quella dell'ascia dolabra.

## Distribuzione e habitat
La specie è stata identificata all'inizio dell'Ottocento in Ecuador e Perù. Il suo habitat è costituito principalmente da regioni umide tropicali.

## Varietà
Sono state identificate otto varietà della specie, di seguito elencate:
- Peperomia dolabriformis var. brachyphylla Rauh
- Peperomia dolabriformis var. confertifolia Yunck.
- Peperomia dolabriformis var. dolabriformis'
- Peperomia dolabriformis var. glaucescens C.DC.
- Peperomia dolabriformis var. grandis Hutchison ex Pino & Klopf.
- Peperomia dolabriformis var. lombardii Pino
- Peperomia dolabriformis var. multicaulis Pino & Cieza
- Peperomia dolabriformis var. velutina Trel.